# Europacup II 1989/90
De 30e editie van de Beker der Bekerwinnaars werd gewonnen door het Italiaanse Sampdoria in de finale tegen het Belgische RSC Anderlecht. Sampdoria won het volgende seizoen de Serie A en haalde de finale van de Europacup I 1991/92

## Voorronde
| Team #1               | Tot.  | Team #2          | 1ste wed | 2de wed |
| --------------------- | ----- | ---------------- | -------- | ------- |
| Tsjernomorets Boergas | 3 - 5 | KS Dinamo Tirana | 3 - 1    | 0 - 4   |

## Eerste ronde
| Team #1              | Tot.             | Team #2           | 1ste wed | 2de wed      |
| -------------------- | ---------------- | ----------------- | -------- | ------------ |
| Real Valladolid      | 6 - 0            | Hamrun Spartans   | 5 - 0    | 1 - 0        |
| Union Luxemburg      | 0 - 5            | Djurgårdens IF    | 0 - 0    | 0 - 5        |
| Belenenses           | 1 - 4            | AS Monaco         | 1 - 1    | 0 - 3        |
| Valur Reykjavík      | 2 - 4            | BFC Dynamo Berlin | 1 - 2    | 1 - 2        |
| Beşiktaş JK          | 1 - 3            | Borussia Dortmund | 0 - 1    | 1 - 2        |
| SK Brann             | 0 - 3            | Sampdoria         | 0 - 2    | 0 - 1        |
| Torpedo Moskou       | 6 - 0            | Cork City         | 5 - 0    | 1 - 0        |
| TJ Slovan Bratislava | 3 - 4            | Grasshopper-Club  | 3 - 0    | 0 - 4 (n.v.) |
| RSC Anderlecht       | 10 - 0           | Ballymena United  | 6 - 0    | 4 - 0        |
| FC Barcelona         | 2 - 1            | Legia Warschau    | 1 - 1    | 1 - 0        |
| FC Admira/Wacker     | 3 - 1            | AEL Limassol FC   | 3 - 0    | 0 - 1        |
| Ferencvárosi TC      | 6 - 2            | Haka Valkeakoski  | 5 - 1    | 1 - 1        |
| Panathinaikos Athene | 6 - 5            | Swansea City AFC  | 3 - 2    | 3 - 3        |
| Dinamo Tirana        | 1 - 2            | Dinamo Boekarest  | 1 - 0    | 0 - 2        |
| FC Groningen         | 3 - 1            | Ikast FS          | 1 - 0    | 2 - 1        |
| Partizan Belgrado    | 6 (uitgoals) - 6 | Celtic FC         | 2 - 1    | 4 - 5        |

## Tweede ronde
| Team #1              | Tot.             | Team #2           | 1ste wed | 2de wed |
| -------------------- | ---------------- | ----------------- | -------- | ------- |
| Real Valladolid      | 4 - 2            | Djurgårdens IF    | 2 - 0    | 2 - 2   |
| AS Monaco            | 1 (uitgoals) - 1 | BFC Dynamo Berlin | 0 - 0    | 1 - 1   |
| Borussia Dortmund    | 1 - 3            | Sampdoria         | 1 - 1    | 0 - 2   |
| Torpedo Moskou       | 1 - 4            | Grasshopper-Club  | 1 - 1    | 0 - 3   |
| RSC Anderlecht       | 3 - 2            | FC Barcelona      | 2 - 0    | 1 - 2   |
| FC Admira/Wacker     | 2 - 0            | Ferencvárosi TC   | 1 - 0    | 1 - 0   |
| Panathinaikos Athene | 1 - 8            | Dinamo Boekarest  | 0 - 2    | 1 - 6   |
| FC Groningen         | 5 - 6            | Partizan Belgrado | 4 - 3    | 1 - 3   |

## Kwartfinale
| Team #1          | Tot.             | Team #2           | 1ste wed | 2de wed      |
| ---------------- | ---------------- | ----------------- | -------- | ------------ |
| Real Valladolid  | 0 - 0 (1-3 n.p.) | AS Monaco         | 0 - 0    | 0 - 0 (n.v.) |
| Sampdoria        | 4 - 1            | Grasshopper-Club  | 2 - 0    | 2 - 1        |
| RSC Anderlecht   | 3 - 1            | FC Admira/Wacker  | 2 - 0    | 1 - 1        |
| Dinamo Boekarest | 4 - 1            | Partizan Belgrado | 2 - 1    | 2 - 0        |

## Halve Finale
| Team #1        | Tot.  | Team #2          | 1ste wed | 2de wed |
| -------------- | ----- | ---------------- | -------- | ------- |
| AS Monaco      | 2 - 4 | Sampdoria        | 2 - 2    | 0 - 2   |
| RSC Anderlecht | 2 - 0 | Dinamo Boekarest | 1 - 0    | 1 - 0   |

## Finale
| Team #1      | Uitsl.       | Team #2        |
| ------------ | ------------ | -------------- |
| UC Sampdoria | 2 - 0 (n.v.) | RSC Anderlecht |